# Turki na Šmarni gori
Pripovedka Turki na Šmarni gori je bila izdana v zbirki Slovenske bajke in pripovedke, ki je izšla leta 1999 v samozaložbi Dušice Kunaver, katera je tudi uredila zbirko oz. zbrala gradivo.

## Zgodovinsko ozadje
Turški vpadi na slovensko ozemlje so potekali v 15. in 16. stoletju. Današnje ozemlje Slovenije je bilo takrat razdeljeno na Kranjsko, Štajersko, Koroško, Goriško in mesto Trst (dežele v okviru habsburške monarhije). Prvič so vdrli oktobra 1408 v Belo krajino, o čemer je poročal tudi Janez Vajkard Valvasor. Ti vpadi so trajali približno 200 let. Kasneje so vpadi sledili vsako leto. Ker so napadali s Hrvaškega, so najbolj trpeli južni deli slovenskega ozemlja, Bela krajina, Kras in Kočevsko. Turški vpadi pa so se leta 1593 z zmago notranjeavstrijskih in hrvaških čet nad Turki pri Sisku končali.
Turki so požigali vasi, pobijali ljudi, mlade fante so ugrabili ter jih vzgojili v janičarje, ostale ljudi, ki so bili dovolj močni pa so odpeljali v suženjstvo, kradli so živino ter pridelke, denar ...

### Ljudstvo v obdobju vpadov Turkov
V obdobju turških vpadov so bile vasi na milost in nemilost izpostavljene sovražniku. Graščaki so se skrivali v gradovih, meščani za mestnimi obzidji, kmetom pa je bila edino zatočišče vaška cerkvica. Ti stari zidovi okrog cerkva (imenovane utrdbe oz. tabori) pomenijo edinstven spomenik slovenske ljudske arhitekture. Zdijo se zelo majhni, a so vzdržali približno 300 let turških vpadov in stojijo še danes.

## Vsebina pripovedke
Šmarna gora je po davni ljudski pripovedi kup kamenja, katerega je hudobni velikan Hrust nametal za fantom, ki ga je skušal ubiti. Menda se je kasneje ta velikan na mestu, kjer je danes sedlo med Šmarno goro in Grmado, sam pogreznil v kup kamenja.
Po drugi pripovedki pa je sedlo med hriboma nastalo takrat, ko je ajdovska deklica, velikanka, ki je živela v crngrobskem gozdu, stopila na vrh Šmarne gore in ta se je pod njeno težo vdrl.
Šmarna gora in Grmada sta veliko vlogo v zgodovini slovenskega ljudstva odigrali tudi v času vpadanja Turkov. Grmada je prav v tem času dobila ime, saj so na njej zakurili kres oz. grmado, ki je vso Gorenjsko opozarjala na nevarnost. Na vrhu Šmarne gore pa je bilo okrog cerkve močno obzidje, ki je nudilo varnost kmetom. V vsem času niso Turki niso nikoli premagali tabora na Šmarni gori. Toda neke sobote je bila nevarnost, da bi se to le zgodilo, zelo velika. Ko so Turki drveli proti vrhu gore je nenadoma nastal velik vihar in pred vrsto Turkov na konjih se je pojavil mož v beli obleki z ognjenim mečem v rokah. Prestrašeni Turki so zbežali z gore, hvaležni kmetje pa so v spomin na ta čudež na mestu, do kamor so Turki prišli, zgradili kapelico sv. Sobote.